# Iván Iglesias
Iván Iglesias Corteguera (Gijón, Asturias, España, 16 de febrero de 1971) es un exfutbolista español que jugaba de centrocampista.

## Trayectoria
Despuntó en el Real Sporting de Gijón, lo que le llevó a fichar por el F. C. Barcelona en la temporada 1993-94. Aunque no llegó a asentarse en el equipo catalán, en el que militó durante dos campañas, dejó para el recuerdo varios goles que fueron decisivos para la consecución de la Liga en la primera de éstas, entre ellos el quinto gol del histórico 5-0 al Real Madrid C. F.
Para la temporada 1995-96 regresó al Sporting de Gijón, donde no tuvo una participación especialmente relevante, recalando a la siguiente en su rival, el Real Oviedo. En el club azul jugó durante cuatro campañas. En la primera de ellas disputó todos los partidos y marcó cuatro goles; en las siguientes, su aportación anotadora fue similar, aunque no participó con la misma regularidad. Prolongó su estancia en Primera dos temporadas más, ambas en el Rayo Vallecano de Madrid.
Para la campaña 2002-03, fichó por el Cartagonova F. C., conjunto que militaba en el grupo IV de la Segunda División B. Finalizó su carrera al año siguiente, en el Oviedo A. C. F. de Tercera División, tras un paso testimonial por el New York MetroStars estadounidense.

## Clubes
| Club                       | País           | Año       |
| -------------------------- | -------------- | --------- |
| Sporting de Gijón Atlético | España         | 1990-1992 |
| Real Sporting de Gijón     | España         | 1992-1993 |
| F. C. Barcelona            | España         | 1993-1996 |
| Real Sporting de Gijón     | España         | 1996      |
| Real Oviedo                | España         | 1996-2000 |
| Rayo Vallecano de Madrid   | España         | 2000-2002 |
| Cartagonova F. C.          | España         | 2002-2003 |
| New York MetroStars        | Estados Unidos | 2003      |
| Oviedo A. C. F.            | España         | 2003-2004 |

## Palmarés

### Campeonatos nacionales
| Título              | Club            | País   | Año  |
| ------------------- | --------------- | ------ | ---- |
| Liga española       | F. C. Barcelona | España | 1994 |
| Supercopa de España | F. C. Barcelona | España | 1994 |

## Reconocimientos
El viernes 31 de marzo de 2023, se celebró en Sevilla un evento por parte de [./Https://doctrinaqualitas.com/ Doctrina Qualitas] y el Círculo de Universidades Hispanoamericanas Alfonso III el Magno, donde se le entregó a Iván Iglesias el doctor honoris causa por la Universidad CLEA de México. Esta distinción le fue entregada por su compromiso en la transmisión y enseñanza de los valores del deporte tras finalizar su carrera en la élite deportiva. 